# Vitalissimo
San Vitalissimo (... – I secolo) è un martire delle persecuzioni romane dei primi secoli della Chiesa.
Secondo l'iscrizione che si trova all'interno dell'urna dove sono conservate le sue spoglie, il Santo era un giovane di 25 anni che subì il martirio il 4 giugno e fu sepolto nelle Catacombe di Ciriaca a Roma, dal quale fu poi tratto il suo corpo.
L'ampolla di sangue contenuta nell'urna testimonia la verità del martirio.
La teca in cui erano custodite le reliquie del santo era conservata in una cappella del Palazzo Rinuccini di Firenze. Il 16 ottobre 1858, per volontà della marchesa Eleonora Rinuccini Corsini, ultima erede della famiglia, fu decisa la traslazione della salma nella chiesa di Faella, affinché san Vitalissimo fosse maggiormente conosciuto e venerato: quasi un lascito “votivo” alla comunità faellese da parte dell'antico casato feudale, prima della sua estinzione.